# Szűcs István (labdarúgó, 1952)
Szűcs István (Tarnaörs, 1952. május 29. – Debrecen, 2025. május 30.) magyar labdarúgó, kapus. Fia ifjabb Szűcs István magyar bajnok labdarúgó.

## Pályafutása
1971 és 1975 között a Vasas labdarúgója volt. Az élvonalban 1972. június 4-én mutatkozott be a Haladás ellen, ahol csapata 5–2-es győzelmet aratott. Az angyalföldi csapatban csak két alkalommal szerepelt az első osztályban. A katonaideje alatt a Kossuth KFSE-ben szerepelt. A Vasasból a Salgótarjánhoz került Kovács István ellenértékeként. 1975 és 1980 között a Salgótarján első számú kapusa volt. Tagja volt az 1977–78-as idényben NB II-es bajnoki címet szerző csapatnak. 1980 és 1986 között a Debreceni MVSC labdarúgója volt. Az élvonalban összesen 190 alkalommal szerepelt. Ezt követően 1989-ig a Kaba csapatában szerepelt.
Kétszer szerepelt a B válogatottban. Tagja volt az utánpótlás-válogatottnak. A felnőtt válogatottban a kispadig jutott (1976 Argentína).

## Sikerei, díjai
- Magyar bajnokság – NB II
  - bajnok: 1977–78